# Argyropeza verecunda
Argyropeza verecunda là một loài ốc biển, là động vật thân mềm chân bụng sống ở biển thuộc họ Procerithiidae.